# 智罃
智 罃（ち おう、? - 紀元前560年）は、中国春秋時代の晋の政治家。将軍。姓は不明、氏は荀、もしくは領地名から智、諱は罃、字は子羽、諡は武。荀林父（中行桓子）の弟荀首（智首・智荘子）の子。智武子と呼ばれる。

## 生涯

### 捕虜
晋の名門荀氏の一員として生まれた智罃は、父親の荀首から大変目をかけられていた。紀元前597年の邲の戦いの時には、下軍大夫の父荀首と共に戦陣に臨んだが、楚軍の圧倒的な軍事力の前に晋軍は崩壊し、智罃も捕虜として楚本国に連れて行かれる。
その後9年に亘って幽囚生活を送るが、智罃と面識がある鄭の商人が楚に来た時に彼と再会し、彼に脱獄の手助けを持ちかけてきた。智罃は荀氏の一員としての誇りと、望郷の念とを考え、もし翌年も幽囚生活を送っていたら脱獄することで話をつける。
その翌年の紀元前588年に智罃は、父の荀首が邲の戦いの際に捕虜にした共王の異母兄弟熊穀臣との捕虜交換で、晴れて帰国がかなった。智罃は帰国する際に共王に謁見し、幾つかの問答を交わした後、最後に「もし戦場でお会いしたら、全力であなたと戦います。」と述べて、共王からその勇気と気骨を褒め称えられた。
後に智罃は、晋で鄭の商人と再会し、その恩に報いる為に商人を大いにもてなそうとしたが、商人はこれを固辞したと言う。

### 下軍の佐
智罃は晋への帰国後、捕虜の汚名をそそぐべく、大夫としての活動を再開し、後に荀首の後を継いで、智氏当主となる。
紀元前583年に趙武（趙文子）が韓厥（韓献子）の支援で趙氏を再興し、智罃の所へ成人の挨拶に来た時には、「あなたはもっと努力しなさい。趙宣子（趙盾）の忠節と趙成子（趙衰）の徳によって君に仕えれば、必ず成功するでしょう。」との祝辞を与えた。
紀元前578年5月、智罃は秦軍討伐の為に下軍の佐に登用され、麻隧の地で秦軍を撃退して、見事に期待に応えた。
紀元前575年に起きた鄢陵の戦いの際、智罃は留守を命じられ、以前の約束通り共王と戦うことはできなかったが、別働隊として楚に与力した陳と蔡を討った。

### 特進
その翌年の紀元前574年には士燮（范文子）が亡くなり、また、郤至（郤昭子）達三郤が誅殺されたりした為、智罃は短い間に下軍の佐から上軍の佐へと二階級も昇進した。
更に翌紀元前573年には、智罃の従甥で荀林父の孫にあたる次卿・中軍の佐の荀偃（中行偃、中行献子）が、正卿・中軍の将の欒書（欒武子）と共に厲公を弑した後、智罃は周へ出向き、襄公の曾孫の公孫周（後の悼公）を晋公として迎えた。この直後に欒書は引退し、荀偃も降格を申し出たため、智罃はその後釜として、次卿・中軍の佐へと再び二階級昇進した。僅か二年の間に、下軍の佐から一気に四階級も特進したことになる。
翌々年の紀元前571年、智罃は魯や斉や宋の軍と共に鄭を攻めるが、鄭ではちょうど成公が亡くなり、喪中にあったため、それを攻めることへの不実と君命との板挟みに陥ってしまう。だが、魯の仲孫蔑（孟献子）の進言を受け、それに従って鄭に近い晋の虎牢に城を築いて威圧することにより、直接戦闘することなく鄭を晋の傘下に収めるのに成功し、大いに面目を施した。

### 正卿へ
そして紀元前566年、韓厥が老齢の為に正卿を引退すると、次卿・中軍の佐にあった智罃が、正卿・中軍の将の座に就いた。邲の戦いで捕虜の憂き目にあってから31年目にして、遂にその汚名をそそいだ。
だが、同じ年に嫡男の智朔が子息の智盈（智悼子）誕生直後に急逝するという悲運に遭遇してしまう。
その後も智罃は、晋と楚の間で右往左往する鄭の動向に悩まされながらも、晋の覇権を固める為に徳治を推し進め、同時に智氏の基盤も固めていった。
紀元前560年に病没。死後、「武」を諡され、智武子と呼ばれる。家督は嫡孫の智盈が継いだが、まだ6歳と言う幼年なため、智氏は暫くの間低迷期に入る事になる。